# Lady Chatterley (filme)
Lady Chatterley é um filme francês de 2006 realizado por Pascale Ferran e vencedor do Prémio César de 2007.
É uma adaptação da novela John Thomas and Lady Jane de D. H. Lawrence publicada em 1972.

## Prémios[2]
- Prémio Louis Delluc

### Prémios Césarde 2007
- Melhor Filme
- Melhor Actriz
- Melhor Cinematografia
- Melhor Guarda-roupa
- Melhor Argumento - Adaptado